# 艾薩克區

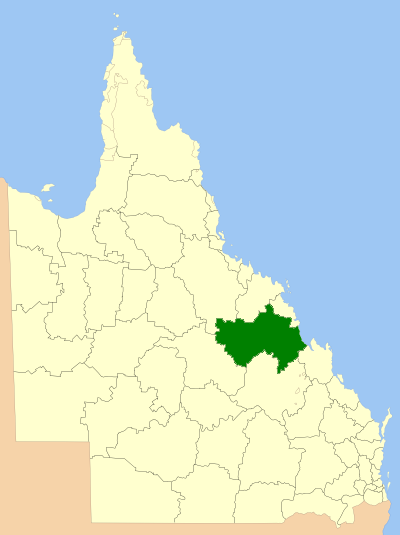
艾薩克區於昆士蘭州轄境圖

艾薩克區（英語：Isaac Region）是澳大利亞昆士蘭州的地方政府；2008年設立於州內中部，由3個地方政府合併而成，轄境有58,862平方公里；2006年人口有20,443人；所統籌的政府預算有澳幣4600萬。

## 區議會
由於行政改革報告建議艾薩克區的8位議員對各地全面負責，因此未分選區；區長為直接選举。

## 外部連結
- 艾薩克區政府－行政改革委員會 （页面存档备份，存于）
- 艾薩克區政府 （页面存档备份，存于）